# Tăgădău
Tăgădău – wieś w Rumunii, w okręgu Arad, w gminie Beliu. W 2011 roku liczyła 525 mieszkańców. 